# Chachapoyas
Chachapoyas är en stad i nordvästra Peru, och är den administrativa huvudorten för departementet Amazonas samt provinsen Chachapoyas. Folkmängden uppgick till 29 869 invånare 2015. Staden är belägen på en höjd av 2 335 m ö.h., och grundades år 1538 under namnet San Juan de la Frontera de los Chachapoyas. Chachapoyas anlades på sin nuvarande plats år 1545, från att ha flyttats från sitt ursprungliga läge på grund av sjukdomars härjningar, problem med klimatet samt lokala stridigheter. Lokala näringar omfattar bland annat odling av kaffebönor, orkidéer och sockerrör.